# Günther (artist)
Günther, artistnamn för Mats Olle Göran Söderlund, född 25 juli 1967 i Malmö, är en svensk musiker och fotomodell. 
Innan Günther började som artist arbetade han deltid i en klädbutik. Günther har haft hits som "Ding Dong Song", "Teeny Weeny String Bikini" och "Touch Me" och blivit känd för att ofta anspela på sex. Han har angett att han skapat alteregot Günther i avsikt att i protest mot kvinnosexism även kunna sexualisera mannen. Musiken kan sägas vara inom genrerna eurodance/bubblegumdance.
Günther har turnerat och sjungit tillsammans med bland andra Samantha Fox och The Sunshine Girls. Günther & The Sunshine Girls medverkade i Melodifestivalen 2006 där de ställde upp med låten "Like Fire Tonight" skriven och komponerad av Mats Söderlund själv tillsammans med Anderz Wrethov. Låten kom sexa i den fjärde semifinalen och gick inte vidare.
2017 tävlade han tillsammans med D'Sanz i Tävlingen för ny musik med låten "Love Yourself". Låten kom på femte plats med 82 poäng.

## Diskografi

### Album
- 2004 – Pleasure Man
- 2004 – Pleasureman (New Version)
- 2006 – Pleasureman (uncensored US version)

### Singlar
- 2004 – Ding Dong Song (med The Sunshine Girls)
- 2004 – Teeny Weeny String Bikini (med The Sunshine Girls)
- 2004 – Naughty Boy (med The Sunshine Girls)
- 2004 – Touch Me (med Samantha Fox)
- 2004 – Crazy & Wild (med The Sunshine Girls)
- 2005 – Tutti Frutti Summer Love (med The Sunshine Girls)
- 2005 – Christmas Song (Ding Dong) (med The Sunshine Girls)
- 2006 – Like Fire Tonight (med The Sunshine Girls)
- 2007 – Sun Trip (Summer Holiday) (med The Sunshine Girls)
- 2008 – Pussy Cat (med The Sunshine Girls)
- 2010 – Famous
- 2013 – I'm Not Justin Bieber, Bitch
- 2016 – No pantalones (feat the sunshine girls )
- 2016 – "Love Yourself" (with D'Sanz)
- 2017 – "DYNAMITE" (with Blizz Bugaddi)
- 2022 – Sex Myself
- 2023 – Coupe de Main
- 2024 –  XXX (With GPF)